# Den lilla fördoldheten

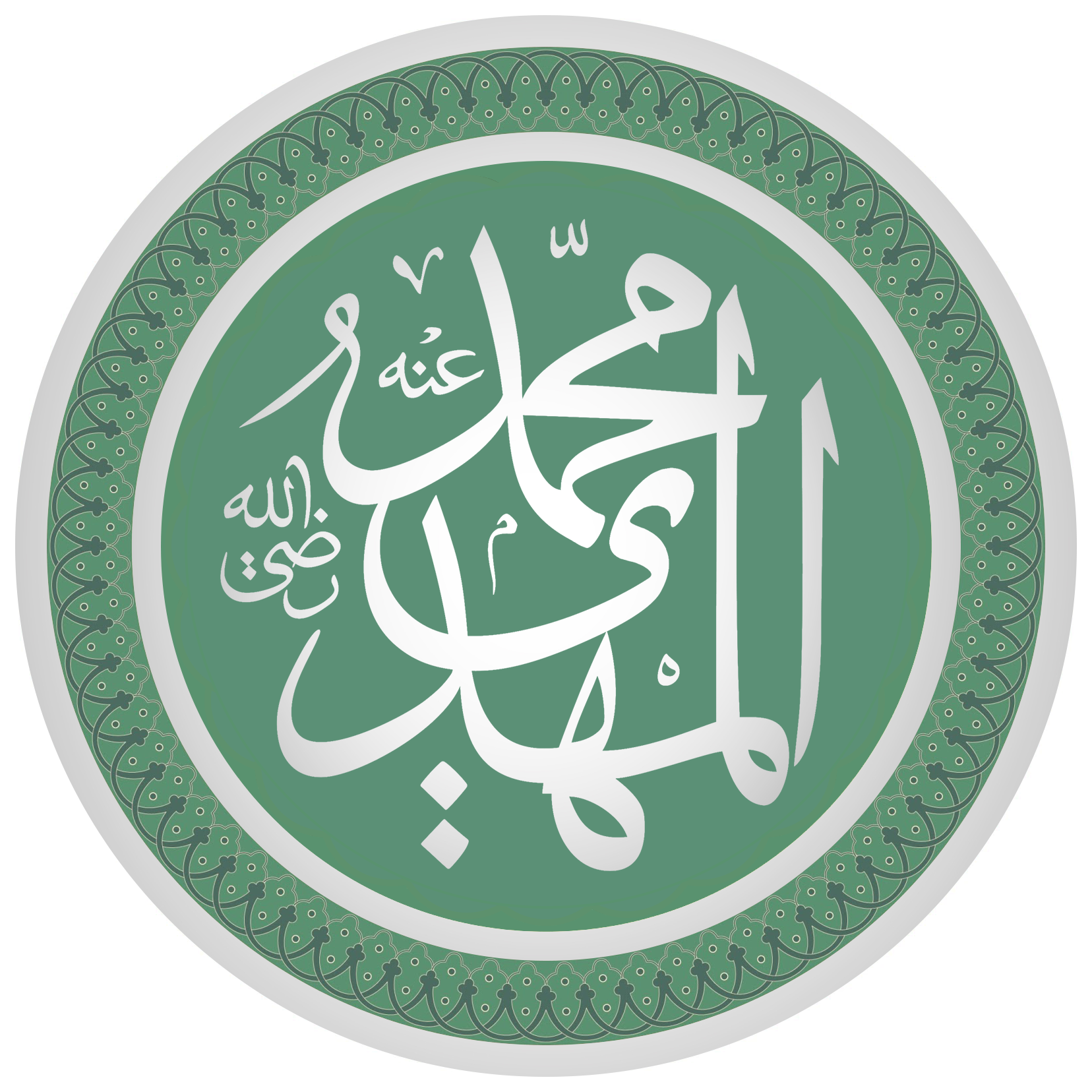
Kalligrafi av imam Mahdis namn på arabiska.

Den lilla fördoldheten (arabiska: ٱلْغَيْبَة ٱلصُّغْرَىٰ, al-Ghaybah aṣ-Ṣughrā) är ett uttryck för en period som de shiamuslimska imamiterna anser började fr.o.m. år 260 AH (874 e.Kr.) då den tolfte imamen Mahdi var fem år gammal och varade i 67-69 år fram till år 329 AH (941 e.Kr.). Under denna period kommunicerade imamen med sina följare med hjälp av fyra speciella representanter.